# Tempo di vento
Tempo di vento (1998) è il primo album di Lalli.

## Tracce
1. Brigata partigiana Alphaville (a mio padre)
2. Tempo di vento
3. Aria di Buenos Aires
4. La mia faccia
5. Fuochi I
6. Mostar
7. Famous Blue Raincoat
8. Fuochi II (occhi lucidi nella notte)
9. L'uomo col braccio spezzato
10. Le donne quando restano sole
11. A Donatella

- Testi e musiche sono di Lalli tranne L'uomo col braccio spezzato (testo di Stefano Giaccone) e A Donatella (musica di Mario Congiu).

Famous Blue Raincoat è la traduzione dell'omonima canzone di Leonard Cohen.
I brani La mia facciae L'uomo col braccio spezzato sono presenti anche nell'unico album degli Ishi.

## Formazione
- Mario Congiu - chitarra elettrica e acustica, pianoforte, tastiera, organo, basso
- Enrico Manera - batteria, tamburello, sonagli, basso
- Luca Morena - chitarra elettrica
- Sergio Caputo - violino (in "Brigata partigiana Alphaville")
- Elena Diana - violoncelli (in "Tempo di vento" e "a Donatella")
- Luca Naretto - campionamenti (in "Tempo di vento" e "Mostar")
- Pietro Salizzoni - contrabbasso (in "Aria di Buenos Aires")
- Egle Sommacal - chitarra elettrica (in "Mostar")
- Stefano Giaccone - sax (in "Famous Blue Raincoat")
- Tommaso Cerasuolo - voce (in "A Donatella")
- Rosalma - voce (in "A Donatella")